# سالامیس، قبرس
سالامیس (یونانی باستان: Σαλαμίς) از دولت-شهر های یونان باستان که بر کرانه شرقی جزیره قبرس در دهانه رودخانه پدیئوس، در ۶ کیلومتری شمال شهر فعلی فاماگوستا واقع شده است.
براساس افسانه‌ها، توسر بنیانگذار سالامیس، پسر تلامون، پادشاه جزیره یونانی سالامیس بود که پس از جنگ تروا نتوانست به خانه بازگردد زیرا نتوانست انتقام برادرش آژاکس را بگیرد.

## تاریخچه

### مسیحیت
در آنچه به عنوان "اولین سفر بشارتی مبلغان مسیحیت" شناخته می‌شود، پولس نبی و برنابا که اهل قبرس بود سالامیس را به عنوان اولین مقصد خود انتخاب کردند و پس از ترک انطاکیه سوریه، در آنجا سکونت گزیدند. آن‌ها در کنیسه‌های یهودی مسیح را موعظه کردند و سپس به بقیه جزیره رفتند (اعمال رسولان ۱۳:۱-۵).  
طبق احادیث، برنابا در اسکندریه و روم به موعظه پرداخت و در حدود سال ۶۱ میلادی در سالامیس سنگسار شد. او بنیان‌گذار کلیسای قبرس محسوب می‌شود. گفته می‌شود که استخوان‌های او در صومعه‌ای که به نام او نام‌گذاری شده است، قرار دارد.  

### شورش یهودیان ۱۱۵-۱۱۷ میلادی
در زمان امپراتور تراژان، یهودیان در سالامیس، مصر و لیبی علیه حکومت روم شورش کردند. شورشیان توانستند سالامیس را تصرف کنند و گفته می‌شود که بسیاری از رومیان و یونانیان را کشتند. رومیان در نهایت شورش را سرکوب کردند و قانونی وضع شد که طبق آن یهودیان دیگر اجازه نداشتند به قبرس بازگردند.

### ویرانی سالامیس
در اوایل قرن چهارم میلادی، چندین زلزله شدید باعث ویرانی سالامیس شد. این شهر توسط کنستانتیوس دوم (۳۳۷-۳۶۱ میلادی) بازسازی شد و نام جدید آن کنستانتیا گذاشته شد. این شهر به مرکز اسقفی تبدیل شد که معروف‌ترین اسقف آن حضرت اپیفانیوس بود. امپراتور کنستانتیوس دوم نه‌تنها در بازسازی شهر کمک کرد، بلکه ساکنان سالامیس را برای مدتی از پرداخت مالیات معاف کرد و بدین ترتیب شهر جدید، اما در مقیاسی کوچک‌تر، ساخته شد.
با این حال، گِل‌گرفتگی بندر موجب شد که شهر به‌تدریج رو به زوال برود. در نهایت، سالامیس در جریان حملات اعراب در قرن هفتم میلادی، زمانی که توسط معاویه اول (۶۶۱-۶۸۰ میلادی) ویران شد، کاملاً متروک شد. پس از این تخریب، ساکنان سالامیس به آرسینوئه یعنی فاماگوستا امروزی نقل مکان کردند.